# Scouting Nederland
Scouting Nederland is de nationale scoutingorganisatie van Nederland. De vereniging ontstond in 1973 door een fusie van vier organisaties op het gebied van de padvinderij. Er waren in 2022 bijna 1.000 scoutinggroepen bij Scouting Nederland aangesloten en ongeveer 84.000 jeugdleden plus zo'n 31.000 vrijwilligers. .

## Geschiedenis
Scouting begon in Nederland in de zomer van 1910, toen in enkele steden de eerste padvindersgroepen ontstonden. De vereniging Scouting Nederland ontstond op 6 januari 1973 uit de fusie van de vier toenmalige scoutingorganisaties: De Nederlandsche Padvinders, De Katholieke Verkenners, Het Nederlands Padvindstersgilde en De Nederlandse Gidsen.
In 2005 werd koningin Máxima beschermvrouwe van Scouting Nederland, ze volgde wijlen prins Claus op. Freek Vonk werd in 2021 chief scout ofwel hoofdverkenner, de eerste in die functie sinds 1937.
Het Scouting Nederland Museum is gevestigd in het voormalige Koetshuis Buitenzorg van Villa Buitenzorg aan de Amsterdamsestraatweg 51 in Baarn.

## Regio's
In 2001 heeft Scouting Nederland alle scoutinggroepen onderverdeeld in 45 regio's. Deze kwamen in plaats van de vroegere districten en gewesten. Gemiddeld vormen 25-30 groepen een regio. De groepen die lid zijn van de regio organiseren verschillende regionale activiteiten. Het bestuur van een regio wordt gevormd door vrijwilligers. De groepen bepalen het beleid, dit wordt uitgevoerd door het bestuur. De belangrijkste taken van een regio zijn het verzorgen van trainingen voor kaderleden, organiseren van activiteiten voor leden en bemiddelen in overleg tussen groepen. In sommige regio's zijn er ook jeugdbestuursleden. Dit wordt gedaan als voorbereiding voor het "echte" werk. Dit gebeurt meestal vanaf de explorers. Het eerste bekende jeugdregiobestuur komt uit Regio Vlietstreek.

## Spelvisie
Scouting Nederland heeft in 2010 een nieuwe spelvisie geïntroduceerd. Met deze visie laat Scouting Nederland zien wat in haar visie het doel en de activiteiten binnen Scouting zijn. De beginletters van elke regel vormen samen het woord 'scouts'.
- Samen stappen we met veel plezier op de wereld af, dat verbindt ons onderling.
- Code en traditie zijn onze basis, de wet & belofte onze waarde.
- Outdoor staat voor avontuur, een ontdekkingstocht in de natuur.
- Uitdaging zoeken we in alles om ons zo te ontwikkelen tot zelfstandige scouts.
- Teamgevoel haalt het beste uit onszelf. Daarom zijn we trots op elkaar.
- Spel en creativiteit helpen ons de verschillende talenten van scouts te benutten.

## Slagzin
Sinds 2012 hanteerde Scouting Nederland de slogan: 'Laat je uitdagen!' Deze diende mensen te prikkelen om op bezoek te gaan bij een Scoutinggroep in de buurt. Ze was gestoeld op de ervaring dat potentiële leden na enkele bezoeken aan een Scoutinggroep vaak blijven, terwijl de drempel om eens te komen kijken groot leek te zijn. In 2021 kwam er een nieuwe slogan: 'Tijd voor avontuur!'.

## Speltakken

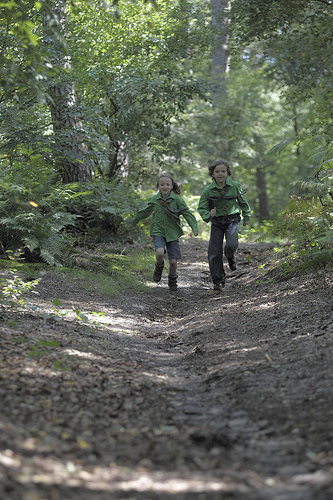
Welpen van Scouting Nederland in het bos

Veruit de meeste scoutinggroepen in Nederland spelen het Scoutingspel op het land (landscouts). Daarnaast zijn er speciale groepen opgericht voor waterscouts, luchtscouts en ruiterscouts. Naast de standaard speltakken, heeft Scouting Nederland aparte scoutinggroepen en speltakken voor kinderen en jongeren met een beperking, namelijk 'Scouts met een beperking', voorheen Blauwe Vogels (BV) en de Bijzondere Eisen (BE).

### Landscouts
De landscouts zijn in het Nederlandse scoutingprogramma verdeeld in verschillende leeftijdsgroepen (speltakken), hoewel sommige speltakken elkaar qua leeftijdscategorie overlappen. Het betreft de speltakken: bevers, welpen, scouts, explorers, roverscouts en plusscouts.

### Waterscouts
Een gedeelte van de totale Nederlandse scouts is aangesloten bij een waterscoutinggroep. Ongeveer 32% van de waterscouts is vrouwelijk. De totale vloot van alle Nederlandse waterscoutinggroepen bestaat uit 54 wachtschepen, 120 sleep- en motorboten, 100 lelieschouwen, 1550 lelievletten (ijzeren zeilboot voor zes personen) en 40 juniorvletten (kleiner formaat Lelievlet). Hoewel de waterscouting officieel bedoeld is voor kinderen ouder dan zeven jaar, kan een waterscoutinggroep ook een zogenaamde speltak hebben voor bevers (5-7 jaar). Deze varen vaak met kano's.

### Luchtscouts
Er zijn 15 luchtscoutinggroepen in Nederland. Luchtscouts doen naast de standaard scoutingactiviteiten, activiteiten die iets met luchtvaart te maken hebben.

### Blauwe Vogels
Blauwe Vogels zijn scoutinggroepen of scoutingspeltakken voor kinderen en jongeren met een beperking, vergelijkbaar met de tak AKABE bij de Scouts en Gidsen Vlaanderen.

### Ruiterscouts
Ruiterscouting is een vorm van scouting die scouting en paardrijden combineert. Anno 2009 zijn er in Nederland drie groepen met ruiterscouts, namelijk Ruitergidsen Anne de Guigné in Arnhem, Scouting Vught Noord in Vught en Scouting Miguel Pro in Venlo. De groep in Vught is een landscoutinggroep met twee speciale ruiterspeltakken, namelijk de "Ruitergidsen" en "Ruitersherpa's", de groep in Venlo heeft "Ruiterscouts" en "Ruitersherpa's", en de groep in Arnhem is in zijn geheel aan ruiterscouting gewijd.
Bij ruiterscouting worden er naast de gangbare scoutingactiviteiten ook allerlei activiteiten rond paarden georganiseerd. Dit bestaat enerzijds uit het berijden van het paard, maar ook aan de theoretische kennis voor het berijden en het verzorgen van het paard. De leden van ruiterscoutinggroepen worden hierdoor automatisch ook opgeleid voor het behalen van het ruiterbewijs.

## Scoutfit
Het officiële uniform voor alle scouts in Nederland bestaat uit een blauwe broek, een trui, T-shirt of blouse en een scoutingdas. Sinds 2010 maken hoeden of petten officieel geen deel meer uit van het uniform dat sindsdien Scoutfit heet. De hoeden en petten zijn echter niet afgeschaft.
- Landgroepen
  - Bevers dragen een rode blouse.
  - Welpen een groene blouse.
  - Scouts een beige blouse.
  - Alle verdere speltakken een brique blouse.
- Watergroepen
  - Waterscouts dragen een donkerblauwe blouse.
- Luchtgroepen
  - Luchtscouts dragen een lichtgrijze blouse.
- Ruitergroepen
  - Ruiterscouts dragen onofficieel een zwarte blouse.

Elke speltak heeft ook een eigen badge (speltakteken), het scoutinginsigne en een naambandje van de groep.
De Scoutfit wordt wisselend per scoutinggroep gedragen. De ene groep hanteert dit slechts tijdens de officiële gelegenheden (openen, sluiten, herdenkingen, etc.) waar andere scoutinggroepen juist het Scoutfit tijdens de gehele opkomsten dragen.

## Internationale scouting in Nederland

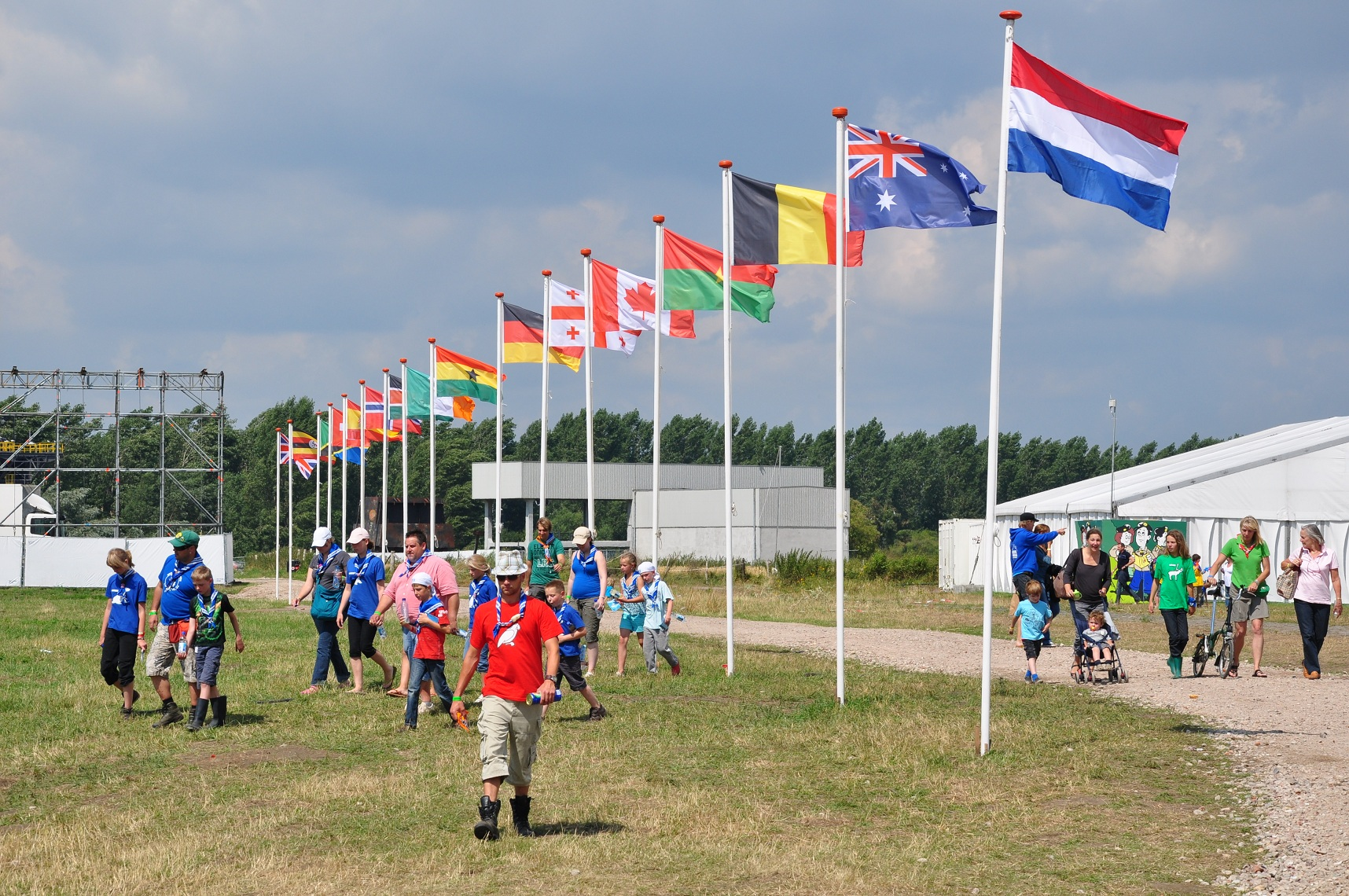
JubJam 100 (Jubileum Jamboree) vond plaats in 2010 in Roermond ter gelegenheid van 100 jaar Scouting Nederland en telde deelnemers uit vele landen.

Scouting Nederland en haar voorlopers waren tweemaal gastheer voor de World Scout Jamboree: voor de vijfde World Scout Jamboree in 1937 in Vogelenzang en voor de achttiende World Scout Jamboree in 1995 in Dronten. Verder vond in 1994 de European Scout Jamboree in Nederland plaats.
Verder organiseerde de Nederlandse tak tussen 2000 en 2008 iedere vier jaar een Nationale Jamboree en iedere vier jaar een nationaal waterkamp voor waterscouts: Nawaka. In 2010 werd dat laatste evenement gezamenlijk met landscouts gehouden, onder de naam JubJam 100. Naast deze grote jamborees organiseert men een aantal kleinere jamborees en internationale kampen, zoals de vierjaarlijkse Haarlem Jamborette, sinds 1984 de vierjaarlijkse Marsna Jamborette en sinds 2001 de Nederweert International Camp for European Scouts (NICES). In 2018 is de Roverway gehouden in Zeewolde.
Supranationaal: 

Confederation of European Scouts · Union Internationale des Guides et Scouts d'Europe  · International Scout and Guide Fellowship · Order of World Scouts · World Association of Girl Guides and Girl Scouts · World Federation of Independent Scouts · World Organization of Independent Scouts · World Organization of the Scout Movement
Nationaal: 

België · 
Nederland